# Florence At
Pour les articles homonymes, voir AT.
Florence At, née le 3 avril 1972 à Crespin, est une photographe et auteure française d'ouvrages sur la photographie.

## Biographie
Née dans les années 1970, Florence At est originaire de l'Aveyron. Issue d'une famille de quatre enfants, elle est la sœur d'André At, homme politique aveyronnais et maire de Crespin.
Elle débute la photographie à l'âge de 15 ans au lycée Sainte Procule à Rodez. Elle poursuit ses études à l'école de Photographie CE3P d'Ivry-sur-Seine, puis travaille pour l'agence photo de Gérard Vandystadt.
En 2013, Florence At, le photographe Maurice Cuquel et Clément Poitrenaud, réalisent un reportage sur la prison Saint-Michel de Toulouse désaffectée depuis 2003, dans une série intitulée « Prison Saint-Michel, dix ans après ». Elle est ensuite exposée à la maison d'arrêt de Seysses, une exposition vue par les détenus hommes et femmes,.
En 2023, durant la Coupe du monde de rugby en France, elle est « Photo Manager » au Stadium de Toulouse et l'interlocutrice des photographes, journalistes et caméramans pour la meilleure cohabitation possible au bord du terrain durant un match.

## Distinctions
- 2014 : Prix de la photographie de l'année catégorie Nature et Environnement (2e)
- 2016 : Prix de la photographie de l'année catégorie Nature et Environnement
- 2017 : Prix de la Photographie Paris pour sa série intitulée Kabarto Childrens, sur des enfants Yezidis du camp de Kabarto au Kurdistan[5],[6]
- 2018 : Prix Canon Europe (2e)

## Ouvrages
- Florence At, La photo avec un compact, Paris, éditions Pearson, 24 juin 2011, 193 p. (ISBN 978-2-7440-9384-5)
- Florence At, Photographier la nuit, éditions Pearson, 26 juillet 2012, 160 p. (ISBN 978-2-7440-4695-7)
- Florence At, La photo de mariage, Montreuil, éditions Pearson, 30 mai 2013, 172 p. (ISBN 978-2-7440-9522-1, lire en ligne)
- Florence At, Vincent Burgeon et Fabien Ferrer, Tu n'utiliseras point le flash automatique : Les 365 lois de la photographie, éditions Dunod, 4 novembre 2015, 384 p. (ISBN 978-2-10-074400-8)
- Florence At, Vincent Burgeon et Fabien Ferrer, Les 365 lois incontournables de la photo, Malakoff, éditions Dunod, 13 septembre 2017, 384 p. (ISBN 978-2-10-076922-3)
- Florence At et Fabien Ferrer, TutoPhoto : Apprenez la photo pas à pas, Malakoff, éditions Dunod, 8 novembre 2017, 160 p. (ISBN 978-2-10-076597-3)
- Florence At et Fabien Ferrer, 100 analyses photo : Percez les secrets des photos réussies, Malakoff, éditions Dunod, 16 octobre 2019, 216 p. (ISBN 978-2-10-079328-0).
- Florence At, Vincent Burgeon et Fabien Ferrer, Les 365 lois incontournables de la photo : 2e édition, Malakoff, éditions Dunod, 23 octobre 2019, 384 p. (ISBN 978-2-10-080084-1).
- Florence At, Rachel Deghati et Reza, L'œil de Reza : 10 leçons de photographie, Malakoff, éditions Dunod, 23 septembre 2020, 176 p. (ISBN 978-2100788132).